# Lohagaon, Bijapur
Lohagaon là một làng thuộc tehsil Bijapur, huyện Bijapur, bang Karnataka, Ấn Độ.